# Станнид рубидия
Станни́д руби́дия — бинарное интерметаллическое неорганическое соединение рубидия и олова с формулой RbSn, кристаллы.

## Получение
- Сплавление стехиометрических количеств чистых веществ:

{\displaystyle {\mathsf {Rb+Sn\ {\xrightarrow {610^{o}C}}\ RbSn}}}

## Физические свойства
Станнид рубидия образует кристаллы
тетрагональной сингонии,
пространственная группа I 41/acd,
параметры ячейки a = 1,171 нм, c = 1,909 нм, Z = 32
структура типа структура типа свинецнатрия NaPb
.
Соединение образуется по перитектической реакции при температуре 610 °C.